# Uvac (Bośnia i Hercegowina)
Uvac (cyr. Увац) – wieś w Bośni i Hercegowinie, w Republice Serbskiej, w gminie Rudo. W 2013 roku liczyła 366 mieszkańców.